# Wandelroute Klompenweg

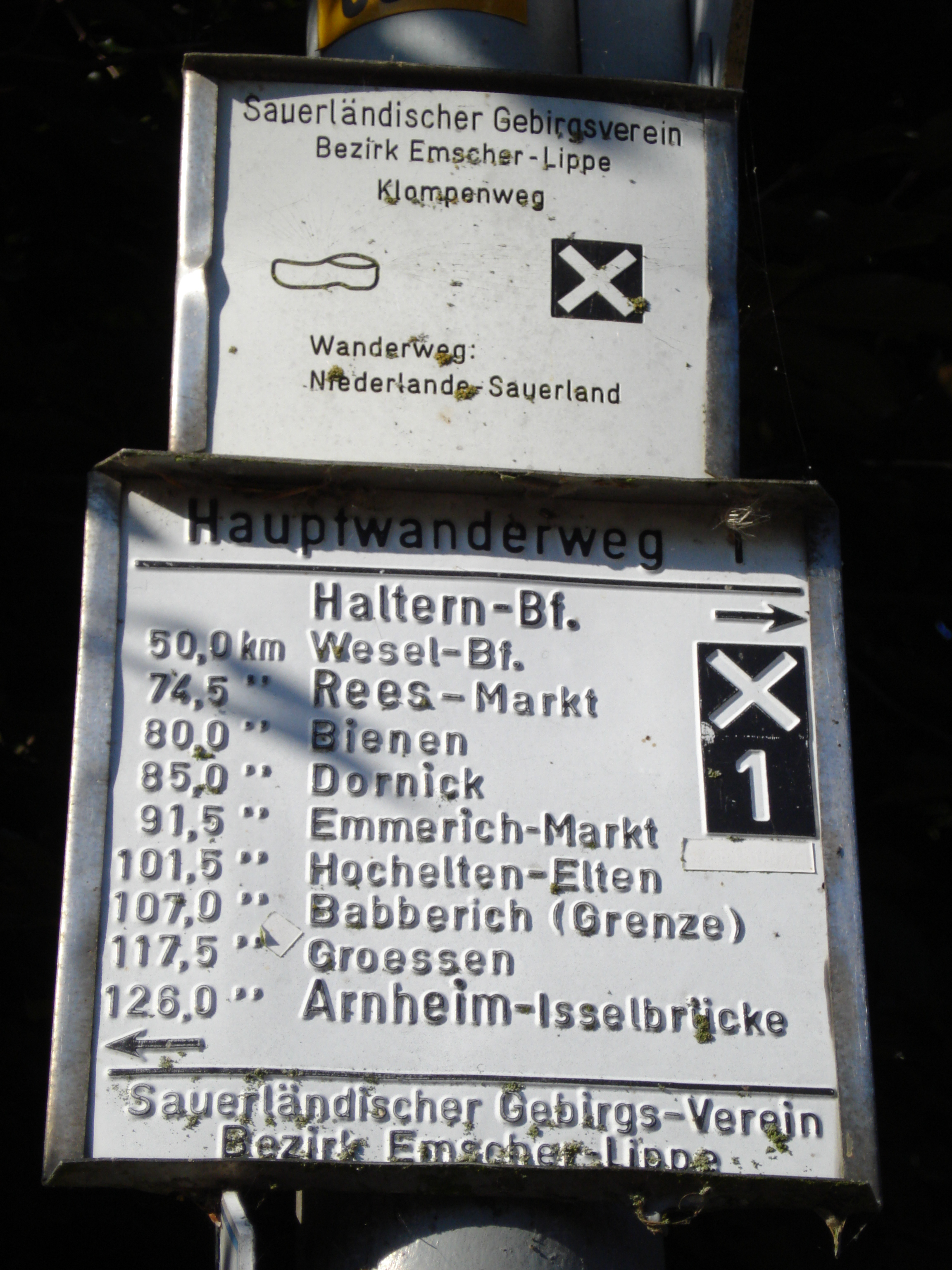
Routeaanduiding bij Oud Zevenaar

De klompenweg is een wandelroute die loopt van Arnhem naar Duisburg en is 141 km lang.
Het idee voor deze wandelroute ontstond omdat veel Nederlanders het Sauerland als vakantiebestemming kozen om te wandelen. De Sauerländische Gebirgsverein (SGV) besloot daarom een wandelverbinding van Nederland naar het Sauerland te maken.
Als naam voor de route werd klompenweg gekozen. De klompenweg vormt een van de hoofdwandelwegen van de SGV.
De route werd op 8 mei 1984 geopend. Hierbij werd de wens uitgesproken dat de klompenweg door vele wandelaars zal worden bewandeld en daarmee een bijdrage zou leveren aan het versterken van de onderlinge band tussen Nederland en Duitsland. In september 2009 vierden Duitse en Nederlandse wandelaars in de stad Emmerik het 25-jarig bestaan van dit langeafstandswandelpad.
De route bestaat uit een reeks bestaande wandelpaden en wordt op belangrijke plaatsen aangegeven met de afbeelding van een witte klomp. De paden waaruit de route bestaat worden aangegeven met een geschilderde witte X (andreaskruis) en een volgnummer.
De klompenweg loopt langs de volgende plaatsen; Arnhem, Zevenaar, Emmerik, Rees, Wezel, Gladbeck, Bottrop, Oberhausen en Duisburg. Hij is opgebouwd uit de volgende deelpaden:
- X1 Arnhem (Centraal Station) - X13 Drevenack 95,6 km
- X13 Drevenack - X14 Hünxe 3,7 km
- X14 Hünxe - X19 Hünxe 0,2 km
- X19 Hünxe - X11 Vliegveld Schwarze Heide 7,5 km
- X11 Vliegveld Schwarze Heide - XR Duisburg 34,0 km